# Louise Mack
Marie Louise Hamilton Mack (Hobart, 10 de octubre de 1870-Mosman, 23 de noviembre de 1935) fue una poeta, periodista, y novelista australiana.

## Biografía
Nació wn Hobart, Tasmania. Su padre, Hans Hamilton Mack, fue un ministro wesleyano que fue trasladándose con la familia de un estado a otro a causa de su trabajo. En el momento en que estaba lista para la escuela media, la familia se había instalado en Sídney. Mack asistió al Sydney Girls High School donde se encuentra con Ethel Turner.
El 8 de enero de 1896, se casó con John Percy Creed (-1914), un abogado de Dublín; no tuvieron hijos.

### Carrera
De 1898 a 1901, Louise escribió "A Woman's Letter" en The Bulletin. Su primera novela fue publicada en 1896 y su única colección de poesía en 1901. A raíz de esto, viajó a Inglaterra y Europa y no regresó a Australia hasta 1916. 

### Corresponsal de guerra
En 1914, cuando estalló la guerra Louise estaba en Bélgica, donde continuó trabajando como corresponsal de guerra siendo la primera mujer en hacerlo. trabajó para las londinenses Evening News y el Daily Mail. Relató como testigo de la invasión alemana de Amberes y sus aventuras: —A Woman's Experiences in the Great War—-(Experiencias de una mujer en la Gran Guerra) fue publicado en 1915.

### Retorno a Australia
En 1916, vuelve a Australia, dando una serie de conferencias sobre sus experiencias de guerra. Louise frecuentemente escribió para The Sydney Morning Herald, el Bulletin y otros periódicos y revistas.
El 1 de septiembre de 1924 Louise se casó con Allen Illingworth Leyland  de 33 años de edad, (-1932). Murió en Mosman, Nueva Gales del Sur en 1935.

## Obra

### Novelas
- The World is Round (1896)
- Teens: A Story of Australian School Girls (1897)
- Girls Together (1898)
- An Australian Girl in London (1902)
- Children of the Sun (1904)
- The Red Rose of a Summer (1909)
- Theodora's Husband (1909)
- In a White Palace (1910)
- The Romance of a Woman of Thirty (1911)
- Wife to Peter (1911)
- Attraction (1913)
- The Marriage of Edward (1913)
- The House of Daffodils (1914)
- The Music Makers: the love story of a woman composer (1914)
- Teens Triumphant (1933)
- Maiden's Prayer (1934)

### Colección de poesía
- Dreams in Flower (1901)

### Poemas individuales
- "Manly Lagoon" (1893)
- "Of a Wild White Bird" (1895)
- "An Easter Song" (1897)
- "Before Exile" (1901)
- "To Sydney" (1901)

### Autobiografía
- A Woman's Experiences in the Great War (1915)